# Diagramme de Carroll
Pour un article plus général, voir Diagrammes d'Euler, de Venn et de Carroll.

Un diagramme de Carroll simple.

Un diagramme de Carroll, ou diagramme de Lewis Carroll, est un diagramme utilisé pour grouper de manière binaire les éléments d'un ensemble. Les nombres ou les objets sont soit classés comme 'x' (ayant l'attribut x) ou 'non x' (ne l'ayant pas). Leur nom vient de Lewis Carroll, pseudonyme de Charles Lutwidge Dodgson,. L'auteur d'Alice au pays des Merveilles ayant publié des ouvrages de logique et de mathématiques sous son vrai nom, il serait plus cohérent de baptiser ces diagrammes "diagrammes de Dodgson" mais l'usage n'en a pas décidé ainsi.

Un diagramme de Carroll à deux attributs.

## Usage
Bien que les diagrammes de Carroll puissent être aussi simples que le premier ci-dessus, le type le plus connu est celui semblable au deuxième tableau, dans lequel deux attributs sont représentés. L'«univers» d'un diagramme de Carroll est contenu dans les cases du diagramme, comme un nombre ou un objet.
Les diagrammes de Carroll sont souvent appris dans un cadre éducatif, mais ils peuvent aussi être utilisés hors de celui-ci, car ils permettent d'ordonner, de classer et d'afficher des informations.
Par exemple, lors de l'évaluation d'un test, on peut présenter les résultats dans un diagramme de Carroll :
| cause cherchée (virus, alarme, etc) | test positif   | test négatif   |
| ----------------------------------- | -------------- | -------------- |
| absence                             | faux positifs  | vrais négatifs |
| présence                            | vrais positifs | faux négatifs  |